# Toponomastica di Palermo
La toponomastica di Palermo è l'insieme di tutti i toponimi della città di Palermo.
Nella sua storia, superiore ai 2500 anni di vita, la città ha cambiato diversi poleonimi in base alle varie dominazioni che si sono succedute al comando della città.

## Sis o Zyz
Il primo nome documentato è Sis o Zyz (la "z" va pronunciata come una s sonora [z] fricativa alveolare sonora) che in fenicio significa fiore o anche splendente. Molti studiosi infatti credono sia questa la denominazione della città alla sua fondazione.
Il riferimento al fiore è dato dalla forma che dall'alto aveva la città, con due fiumi che si avvicinano molto allo sfociamento sul mare, ricordando il profilo di un fiore.
La tesi che vede il nome Zyz come primo nome della città sarebbe stata spesso criticata da molti studiosi. I fenici utilizzavano la scrittura solo per scopi pratici, quindi non sono presenti fonti scritte di lingua punica che parlano delle città presenti in Sicilia. Questo nome è presente su molte monete trovate presso la città di Palermo e in tutta la Sicilia, e sembra indicare il nome della città coniatrice. In alcune monete è presente la dicitura Cittadini di Sys.
Palermo era una delle principali città puniche e di conseguenza era probabilmente dotata di una propria zecca, quindi è ipotizzabile che, non essendo state trovate altre monete dello stesso periodo con altri nomi questo sia il primo nome della città. Di poco successive invece sono delle monete con incisione Panormos, il nome greco della città, che quindi potrebbe essere stato assunto successivamente dagli stessi Punici.

## Panormos

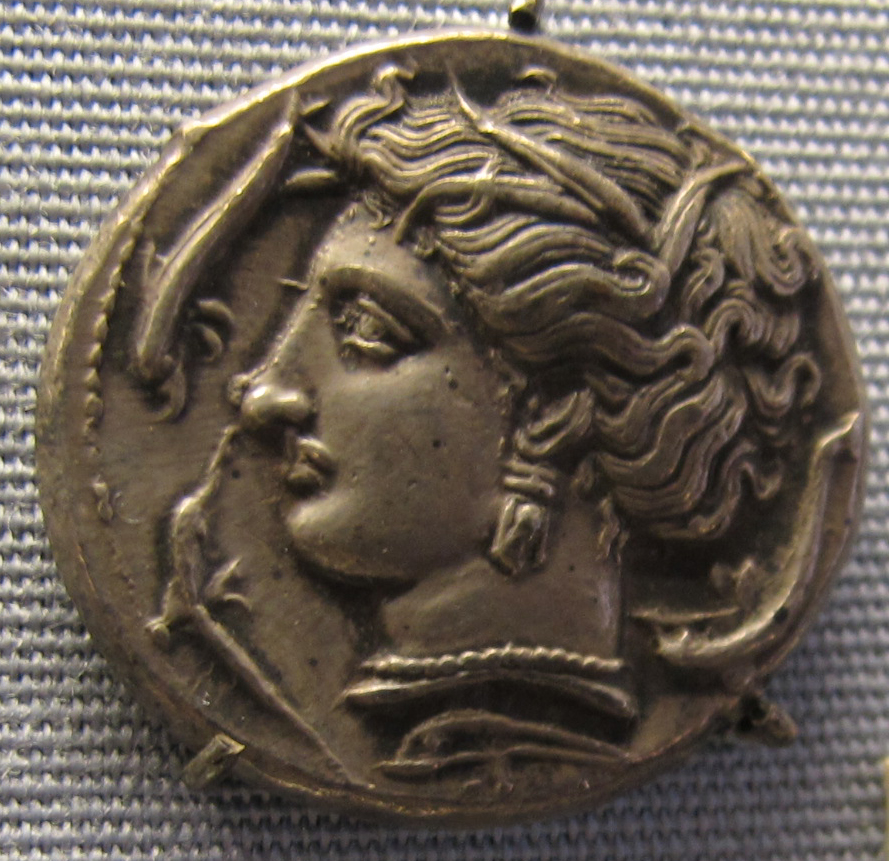
Tetradracma di Panormos (prototipo siracusano), IV sec. a.C.

Successivamente il nome cambiò in Panormos o anche Pànhormos che deriva dall'unione di due parole greche, Pan (tutto) e Hòrmos (porto), questo particolare nome deriva dalla conformazione stessa della città, che si trovava alla convergenza di due fiumi i quali, circondandola creavano un enorme (per l'epoca) approdo naturale. Oltre a questo la città, come tutte le città fenicie, basava la sua economia sul commercio marittimo. La prima fonte a dare questo nome alla città è Tucidide che descrivendo la Sicilia all'arrivo dei Greci parla di Palermo, Mozia e Solunto come le più importanti colonie Puniche presenti sull'isola.
Il nome Panormos è comunque molto utilizzato dai greci per indicare città rinomate per il proprio porto e lo troviamo in altri punti del Mediterraneo.
Questo nome andò diffondedosi più di quello fenicio, grazie alla maggiore influenza e presenza greca sull'isola, ma, nonostante ciò, i Greci non riusciranno a controllare mai la città che resterà una città Punica e autonoma fino al periodo romano.

## Panormus
Durante la dominazione romana si mantenne il nome greco anche se avvenne una piccola modifica di pronuncia, infatti il nome assimila una forma più simile al latino cambiando la declinazione in Panormus, in questa prima fase però il nome mantiene lo stretto legame con il nome greco.

## Balarm
Ulteriore passaggio prima della forma moderna avviene con la dominazione araba, quando il nome originale diviene Balarm come ci viene riportato dagli storici arabi Ibn Hawq e Edrisi e viene pronunciato Bal(e)rm, anche se alcuni storici arabi contemporanei alla dominazione chiamavano la città semplicemente Madìnah che in arabo identifica la città per antonomasia, questo sottolinea l'importanza che aveva raggiunto la stessa città sotto la dominazione araba.

## Balermus
Ulteriore passaggio avviene con la fase normanna in questo periodo il legame con l'arabo è molto forte, infatti la lingua parlata rimane la stessa e di conseguenza la forma araba diviene dapprima Balermus, echeggiando la precedente pronuncia latina su una base araba, e successivamente Balarmuh sempre con la pronuncia Bal(e)rmuh.